# ムチンジ県
ムチンジ県（ムチンジけん、Mchinji）は、マラウイ中部州にある県であり、中心となる都市もムチンジ（Mchinji Town）である。

## ムチンジ県
3356km²の面積と、31万8759人の人口を擁する県である。県北東側をカスング県と、南西側をリロングウェ県と接しており、西側はザンビアおよびモザンビークとの国境となっている。また、この県はマラウイ国内で最西端である。